# Anne Meijer
Anne Meijer (Tietjerksteradeel, 25 juli 1948) is een Nederlands politicus van de VVD.
Hij was wethouder in Heerenveen voor hij in november 1993 burgemeester van Ruinen werd. Bij de gemeentelijke herindeling van 1 januari 1998 werd die gemeente opgeheven en volgde zijn benoeming tot burgemeester van de nieuwe gemeente Westerveld. In augustus 2007 kwam het vanwege een kwestie rond de openbare basisschool in Darp tot een vertrouwensbreuk met de gemeenteraad waarbij de wethouders opstapten en er ook een einde kwam aan het burgemeesterschap van Meijer.
Tegenwoordig is hij onder andere actief als voorzitter van de Stichting Het Drentse Heideschaap.